# Station Takatsuki-shi
Station Takatsuki-shi (高槻市駅, Takatsuki-shi-eki) is een spoorwegstation in de Japanse stad Takatsuki. Het wordt aangedaan door de Hankyu Kyoto-lijn.

## Geschiedenis
Het station werd in 1928 geopend. Het huidige stationsgebouw werd gebouwd in 1993.

## Stationsstructuur

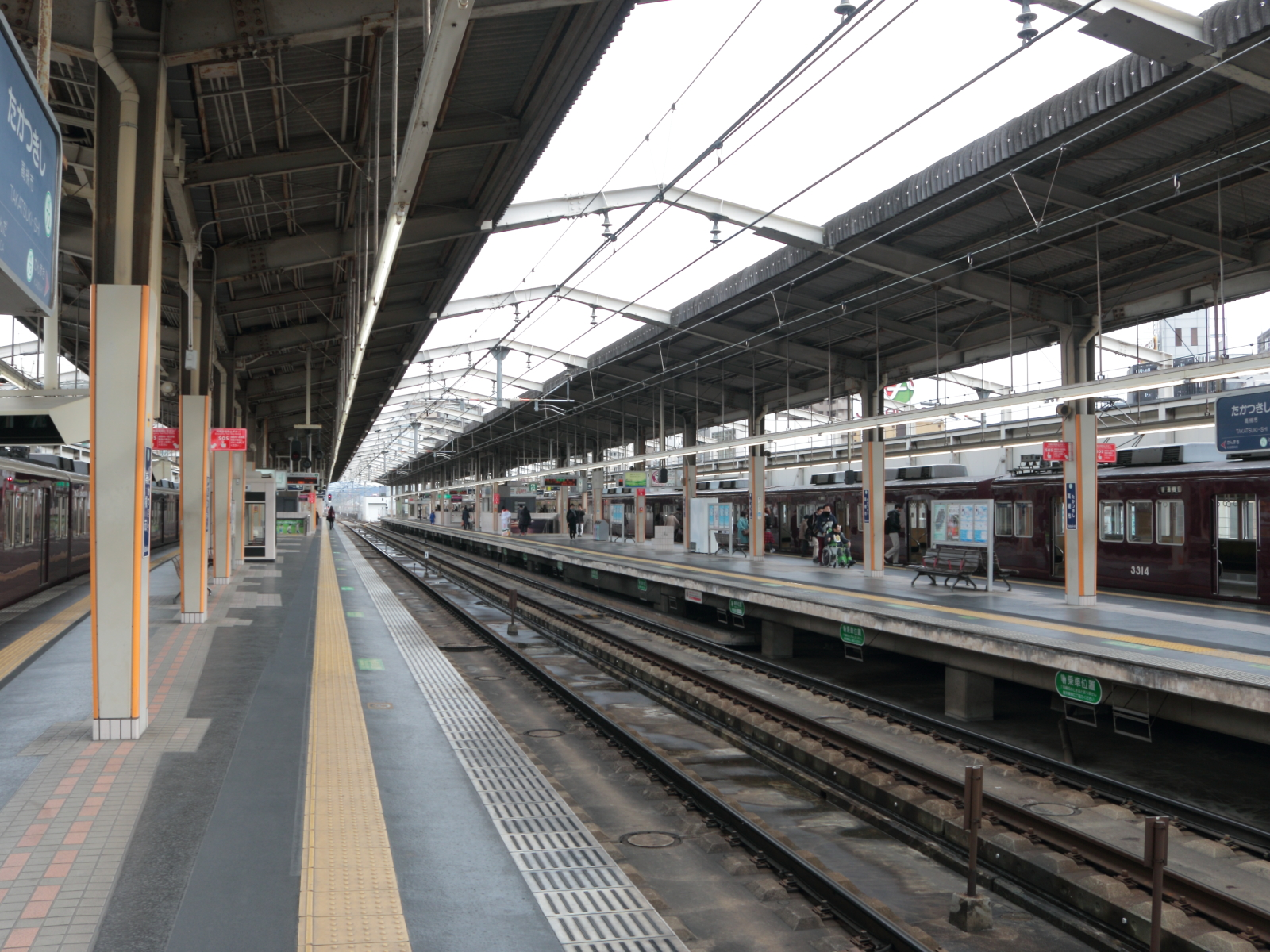
thuis

Een verhoogd station met twee perrons in eilandstijl en vier sporen.
De twee binnenste lijnen zijn de hoofdlijnen en de twee buitenste lijnen zijn de zijlijnen.

## Stationsomgeving
In de nabijheid zijn vele kleine en middelgrote winkels.
Het Station Takatsuki ligt vlakbij.